# Günter Ortmann
Günter Ortmann (* 30. November 1916 in Lauban; † 10. Januar 2002) war ein deutscher Handballspieler.
Günter Ortmann spielte für Borussia Carlowitz bei Breslau. Bei den Olympischen Spielen 1936 wirkte er in zwei Spielen der deutschen Nationalmannschaft mit, in denen er insgesamt sieben Tore erzielte. Beim 10:6-Sieg im entscheidenden Spiel gegen Österreich stand er nicht auf dem Feld. Im Februar 1938 gehörte Ortmann zusammen mit Hans Keiter und Hans Theilig als einer von drei Olympiasiegern zum deutschen Aufgebot für die erste Weltmeisterschaft im Hallenhandball. Die deutsche Mannschaft gewann das Turnier. Im Juli 1938 fand dann die erste Weltmeisterschaft im Feldhandball statt. Außer Keiter, Ortmann und Theilig standen weitere Olympiasieger und weitere Hallenweltmeister in der deutschen Mannschaft. Die deutsche Mannschaft gewann den Titel deutlich: Im Finale besiegte sie die Mannschaft aus der Schweiz mit 23:0, wobei Ortmann acht Treffer erzielen konnte. Mit seinen fünf Treffern aus dem vorherigen Spiel gegen Ungarn war er vor seinen Mannschaftskameraden Theilig (11 Tore) und Klingler (10) der beste Schütze des Turniers. Insgesamt wirkte Ortmann von 1935 bis 1939 in 16 Länderspielen mit, davon fünf in der Halle.
1948 zog Ortmann an den Niederrhein, wo er für TuRa Bergheim und den TuS Rheinhausen spielte. Beruflich war er in den folgenden Jahren als Polizist tätig; so ergab es sich auch, dass er von 1963 bis 1965 den Vorsitz des Polizei-Sportvereins Duisburg führte. Später übte er seinen Beruf noch in Oberhausen und Moers aus. Als Vereinsfunktionär betätigte er sich zudem beim Reit- und Fahrverein Ziethen Trompet in Rumeln-Kaldenhausen, bei dem er 18 Jahre lang das Amt des 2. Vorsitzenden ausübte. Er schrieb zudem auch als freier Mitarbeiter bei Tageszeitungen über den Reitsport.
Ortmann, der verheiratet war und eine Tochter hatte, verstarb im Jahr 2002 an den Folgen eines Schlaganfalls.